# زاك فيتزجيرالد
زاك فيتزجيرالد (بالإنجليزية: Zack Fitzgerald)‏ هو لاعب هوكي الجليد أمريكي، ولد في 16 يونيو 1985 في تو هاربورس في الولايات المتحدة.

## وصلات خارجية
- زاك فيتزجيرالد على موقع دوري الهوكي الوطني (الإنجليزية)
- زاك فيتزجيرالد على موقع EliteProspects.com (الإنجليزية)
- زاك فيتزجيرالد على موقع HockeyDB.com (الإنجليزية)
- زاك فيتزجيرالد على موقع Hockey-Reference.com (الإنجليزية)